# Liaoning Hongyun
Liaoning Whowin war ein chinesischer Fußballverein aus dem Nordosten der Volksrepublik. Vor der Professionalisierung des chinesischen Fußballs 1994 gehörte Liaoning zu den erfolgreichsten Vereinen Chinas und war der erste chinesische Fußballklub, der die Asien-Klubmeisterschaft (1989/90) gewann.

## Vereinsgeschichte
Seinen Ursprung hat der Klub in der Nordostchinesischen Mannschaft der frühen 1950er Jahre, die sich aus Spielern der ganzen Großregion zusammensetze und sich in Shenyang formierte. Nachdem die chinesische Zentralregierung eigene Provinzrepräsentanten bewilligt hatte, teilte sich die Mannschaft auf und ging zu einem großen Teil unter die Kontrolle des Shenyanger Sportinstituts über. Mit der Zeit entwickelte sich Liaoning zu einer der stärksten Fußballmannschaften des Landes und zur erfolgreichsten Truppe der späten 1980er und frühen 1990er Jahre: Nach dem erstmaligen Sieg im Jahre 1978 konnte Liaoning weitere sieben Male die Landesmeisterschaft (1985, 1987, 1988, 1990, 1991, 1992, 1993) und zwei Mal den chinesischen Landespokal (1984 und 1986) gewinnen. Unter Trainer Li Yingfa, der das Team zwischen 1984 und 1992 betreute, konnte Liaoning 1989/90 als erste chinesische Mannschaft mit der Asien-Klubmeisterschaft den höchsten asiatischen Vereinstitel gewinnen: Mit einem 3:2-Sieg bezwang Liaoning den japanischen FC Nissan im Endspiel. Im Jahr darauf erreichte Liaoning wieder das Finale, unterlag jedoch gegen den FC Esteghlal aus Teheran.
Im Zuge der Professionalisierung des chinesischen Fußballbetriebs 1993/94 und der Privatisierung der Vereine, wurde der FC Liaoning im Jahre 1995 als vollprofessioneller Klub neugegründet, konnte jedoch nicht mehr an frühere Erfolge anknüpfen. Nach einem vierten Platz 1994, beendete der Verein die Saison 1995 als Tabellenletzter (12.) und stieg in die zweite Liga ab.
Im dritten Jahr gelang der Wiedereinstieg in die oberste Fußballliga und die überraschende Vizemeisterschaft des Aufsteigervereins in der Saison 1999, knapp hinter dem, nur einen Punkt vorne liegenden Meister, Shandong Luneng Taishan. Ende 2008 musste der Verein nach 10-jährigem Aufenthalt in der höchsten Spielklasse erneut absteigen, schaffte die Rückkehr jedoch bereits zur Folgesaison, als er als Tabellenerster die 2. Liga verließ.
Am 23. Mai 2020 wurde der Verein von der CFA aufgrund von Lohnrückständen disqualifiziert.

## Platzierungen in der Jia-A- und der Superliga
| Saison | Liga                 | Platz | S  | U  | N  | Tore  | Punkte | Pokal         | AFC Champions League  |
| --- | -------------------- | ----- | -- | -- | -- | ----- | ------ | ------------- | --------------------- |
| 1994 | Chinese Jia-A League | 4.    | 11 | 3  | 8  | 47:36 | 25     |               |                       |
| 1995 | Chinese Jia-A League | 12.   | 4  | 5  | 13 | 29:47 | 17     | ?             |                       |
| 1996 | Chinese Jia-B League | 4.    | ?  | ?  | ?  | ?     | ?      | ?             |                       |
| 1997 | Chinese Jia-B League | 9.    | ?  | ?  | ?  | ?     | ?      | ?             |                       |
| 1998 | Chinese Jia-B League | 2.    | ?  | ?  | ?  | ?     | ?      | Finalist      |                       |
| 1999 | Chinese Jia-A League | 2.    | 13 | 8  | 5  | 42:24 | 47     | ?             |                       |
| 2000 | Chinese Jia-A League | 8.    | 8  | 8  | 10 | 28:26 | 32     | ?             |                       |
| 2001 | Chinese Jia-A League | 3.    | 15 | 3  | 8  | 39:32 | 48     | ?             |                       |
| 2002 | Chinese Jia-A League | 5.    | 12 | 6  | 10 | 45:44 | 42     | Finalist      |                       |
| 2003 | Chinese Jia-A League | 6.    | 11 | 8  | 9  | 39:34 | 41     | 2. Runde      |                       |
| 2004 | Chinese Super League | 4.    | 10 | 2  | 10 | 39:40 | 32     | 1. Runde      |                       |
| 2005 | Chinese Super League | 10.   | 7  | 8  | 11 | 34:42 | 29     | Viertelfinale |                       |
| 2006 | Chinese Super League | 12.   | 6  | 8  | 14 | 24:42 | 26     | 1. Runde      |                       |
| 2007 | Chinese Super League | 9.    | 9  | 8  | 11 | 26:36 | 35     |               |                       |
| 2008 | Chinese Super League | 15.   | 6  | 9  | 15 | 34:47 | 27     |               |                       |
| 2009 | China League One     | 1.    | 18 | 3  | 3  | 49:17 | 57     |               |                       |
| 2010 | Chinese Super League | 7.    | 10 | 10 | 10 | 39:36 | 40     |               |                       |
| 2011 | Chinese Super League | 3.    | 14 | 8  | 8  | 38:23 | 50     | 3. Runde      |                       |
| 2012 | Chinese Super League | 10.   | 8  | 12 | 10 | 40:41 | 36     | Halbfinale    | Teilnahme abgebrochen |
| 2013 | Chinese Super League | 10.   | 8  | 11 | 11 | 35:44 | 35     | Viertelfinale |                       |
| 2014 | Chinese Super League | 10.   | 8  | 9  | 13 | 33:48 | 33     | 3. Runde      |                       |
| 2015 | Chinese Super League | 14.   | 7  | 10 | 13 | 30:46 | 31     | 3. Runde      |                       |
| 2016 | Chinese Super League | 10.   | 9  | 9  | 12 | 38:47 | 36     | ?             |                       |
| 2017 | Chinese Super League | 16.   | 4  | 6  | 20 | 30:74 | 18     | ?             |                       |
| 2018 | China League One     | 8.    | 11 | 8  | 11 | 35:44 | 41     | ?             |                       |
| 2019 | China League One     | 15.   | 5  | 6  | 19 | 33:57 | 21     | ?             |                       |
| Anmerkung: Grün unterlegte Spielzeiten kennzeichnen einen Aufstieg, rot unterlegte Spielzeiten einen Abstieg. |                      |       |    |    |    |       |        |               |                       |

## Namenshistorie
Der traditionsreiche FC Liaoning Hongyun erfuhr, wie auch andere chinesische Vereine, zahlreiche Namensänderungen, behielt jedoch immer den Namen der Provinz im Vereinsnamen bei.
- 1959–1992 Liaoning
- 1993 Liaoning Dongyao
- 1994 Liaoning Yuandong
- 1995 Liaoning
- 1996 Liaoning Hangxing
- 1997 Liaoning Shuangxing
- 1998 Liaoning Tianrun
- 1999 Liaoning Fushun
- 2000–2001 Liaoning Fushun Tegang
- 2002 Liaoning Bird
- 2003 Liaoning Zhongshun
- 2004 Liaoning Zhongyu
- 2005–2007 Liaoning FC
- 2008−0000 Liaoning Hongyun

## Bekannte Trainer
- Werner Lorant (2008)